# Troporhogas trimaculata
Troporhogas trimaculata är en stekelart som beskrevs av Cameron 1905. Troporhogas trimaculata ingår i släktet Troporhogas och familjen bracksteklar. Inga underarter finns listade i Catalogue of Life.